# Ognjen Vukojević
Ognjen Vukojević (Belovár, 1983. december 20. –) horvát válogatott labdarúgó.

## Pályafutása

### Klubcsapatokban
Pályafutását a Mladost Ždralovi-ban kezdte, majd a Bjelovarhoz került. 2003-ban a Slaven Belupo játékosaként profi szerződést kapott. 2005-ben a belga Lierse együtteséhez került, de mivel kevés játéklehetőséget kapott, ezért visszatért Horvátországba. Új csapata a Dinamo Zagreb lett. Bemutatkozására 2006. március 4-én került sor egy 3–0-s hazai győzelem alkalmával. 2006.őszén az európai kupaporondon is debütálhatott. A Bajnokok Ligája selejtezőjében pályára lépett a litván Ekranas és az Arsenal ellen. Az Ekranast hazai pályán 5–2-re győzték le, mely mérkőzésen 1 gólt szerzett.
A 2007–2008-as szezon az ő és csapata számára is sikeres volt. 29 bajnoki mérkőzésen 11 találatig jutott, míg a Dinamo a bajnoki cím mellett a kupagyőzelmet is bezsebelte.
2008. május 26-án 5 évre írt alá az ukrán Dinamo Kijivhez. első mérkőzését 2008. július 19-én játszotta az Illicsivec Mariupol ellen. 2008. október 4-én első gólját is megszerezte kijevi színekben. ekkor az FK Harkivov győzték le 4–0-ra idegenben. A 2008–2009-es idény végén bajnoki címet szerzett.

### Válogatottban
A horvát U21-es válogatottban 2003 és 2005 között 17 találkozón lépett pályára és 3 gólt szerzett. A felnőtt nemzeti csapatban 2007. október 16-án debütálhatott egy Szlovákia elleni barátságos mérkőzésen, amit 3–0-ra a horvátok nyertek meg. A félidőben állt be és két percre rá megszerezte első válogatottbeli gólját.
Részt vett a 2008-as Európa-bajnokságon, ahol a horvátok mind a négy mérkőzésén pályára lépett.
Az Európa-bajnoki keretszűkítést követően a szövetségi kapitány Slaven Bilić nevezte őt a 2012-es Eb-re készülő 23 fős keretébe.

## Sikerei, díjai
Dinamo Zagreb
- Horvát bajnok: 2005–06, 2006–07, 2007–08, 2014–15
- Horvát kupa: 2007, 2008, 2015
- Horvát szuperkupa: 2006

Dinamo Kijiv
- Ukrán bajnok: 2008–09
- Ukrán kupa: 2014
- Ukrán szuperkupa: 2009, 2011